# GSC8911-1887
GSC8911-1887 — хімічно пекулярна зоря спектрального класу A0, що має видиму зоряну величину в смузі V приблизно 11,2.